# نیک بلود
نیک بلود (انگلیسی: Nick Blood؛ زادهٔ ۲۰ مارس ۱۹۸۲) هنرپیشه اهل انگلستان است.
از فیلم‌ها یا برنامه‌های تلویزیونی که وی در آن نقش داشته‌است می‌توان به مأموران شیلد، جزیره اسپایک اشاره کرد.